# Wieck (Greifswald)

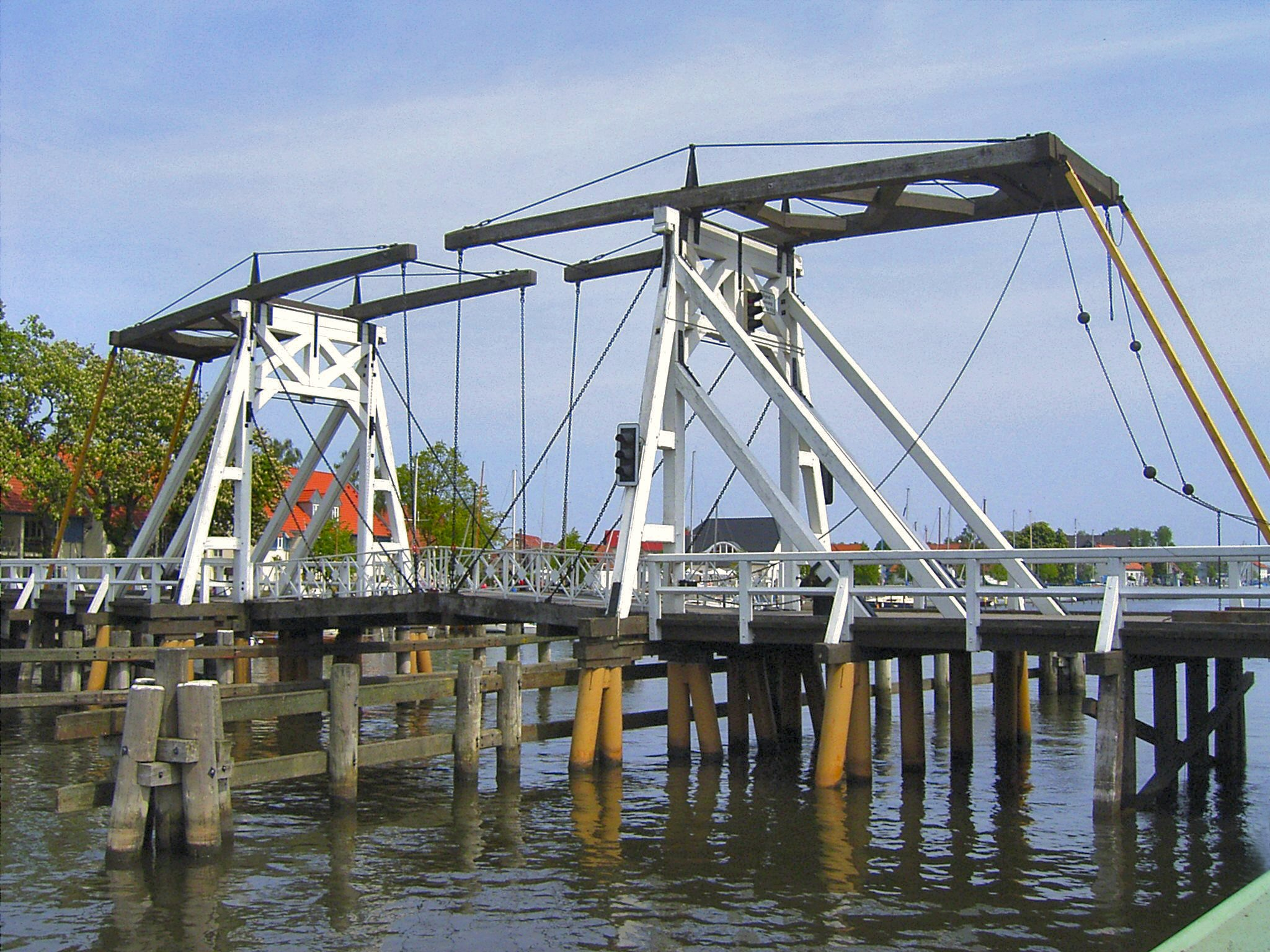
Wiecker Brücke über den Fluss Ryck

Wieck ist ein Ortsteil der Hanse- und Universitätsstadt Greifswald und hat 472 Einwohner. Das ehemalige Fischerdorf liegt auf der nördlichen Seite der Mündung des Flusses Ryck in die Dänische Wiek, einer Bucht des Greifswalder Boddens.
Bekanntestes Wahrzeichen des über 800 Jahre alten Ortes ist die Wiecker Klappbrücke. Weitere Sehenswürdigkeiten sind der Fischereihafen, die vielen reetgedeckten Häuser und die Bugenhagenkirche. Insbesondere in den Sommermonaten sind Wieck und das benachbarte Eldena das beliebteste Naherholungsgebiet der Greifswalder und ein Ziel für Urlauber. Deshalb sind im Dorf mehrere Cafés, Bars, Restaurants und Hotels zu finden.
Jedes Jahr am dritten Juliwochenende findet in Greifswald-Wieck das traditionelle Fischerfest Gaffelrigg statt. Neben der Hanse Sail in Rostock ist dies mit jeweils über 50.000 Besuchern das größte maritime Volksfest in Mecklenburg-Vorpommern. Höhepunkt ist hierbei eine Regatta von Traditionsschiffen aus dem Museumshafen Greifswald, der sich auch ausländische Traditionsschiffe und viele Sportboote anschließen.

## Geschichte

Wieck und Ryckmündung um 1760

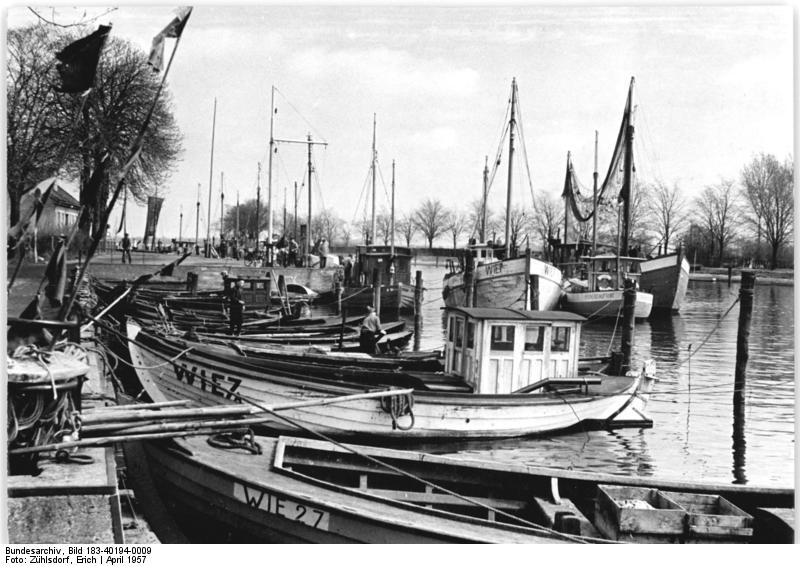
Fischerboote im Hafen (1957). Wieck ist bis heute Fischereihafen und Fischverarbeitungsort.

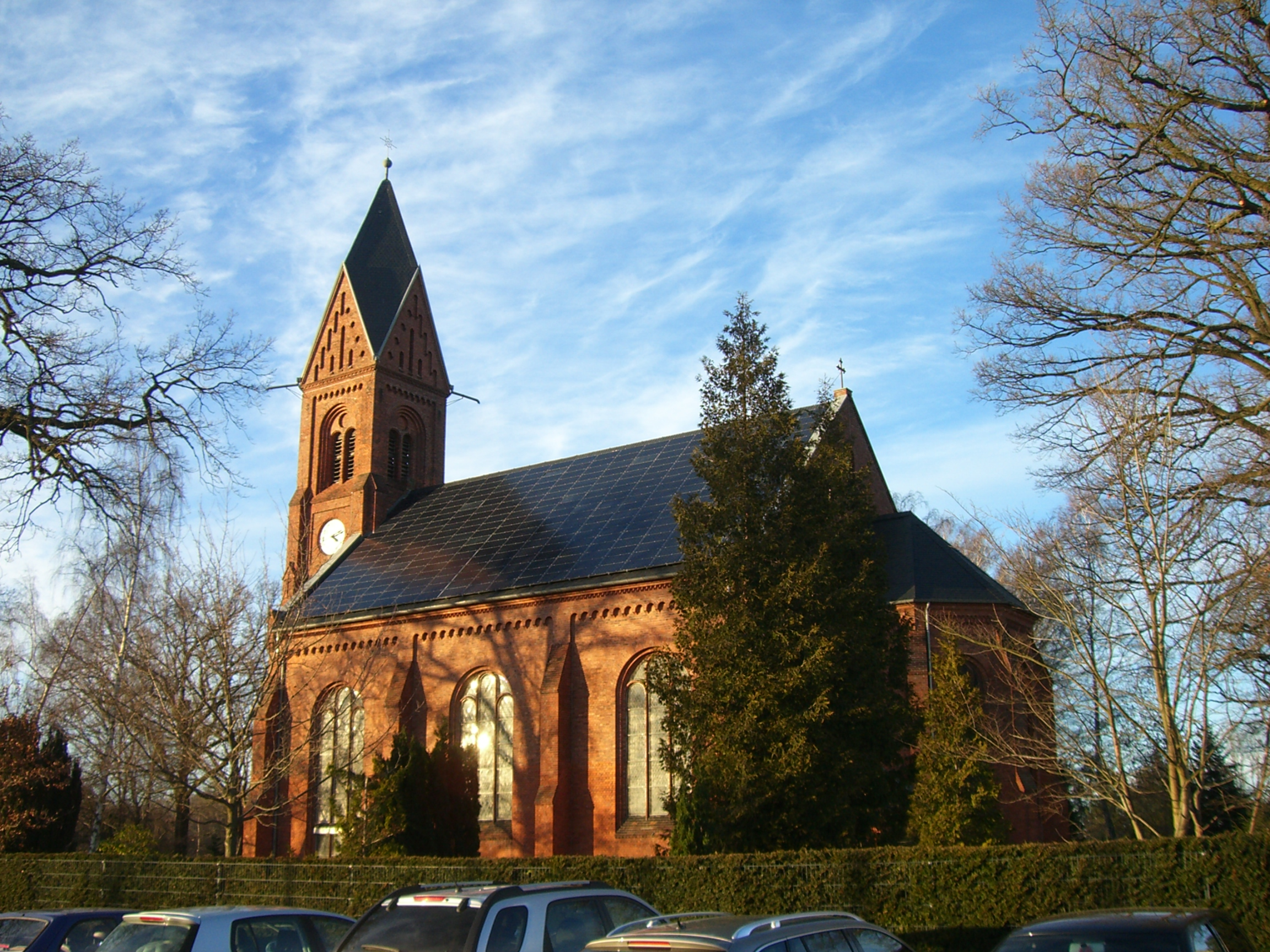
Die Bugenhagenkirche (erbaut 1881 bis 1883) mit Solaranlage

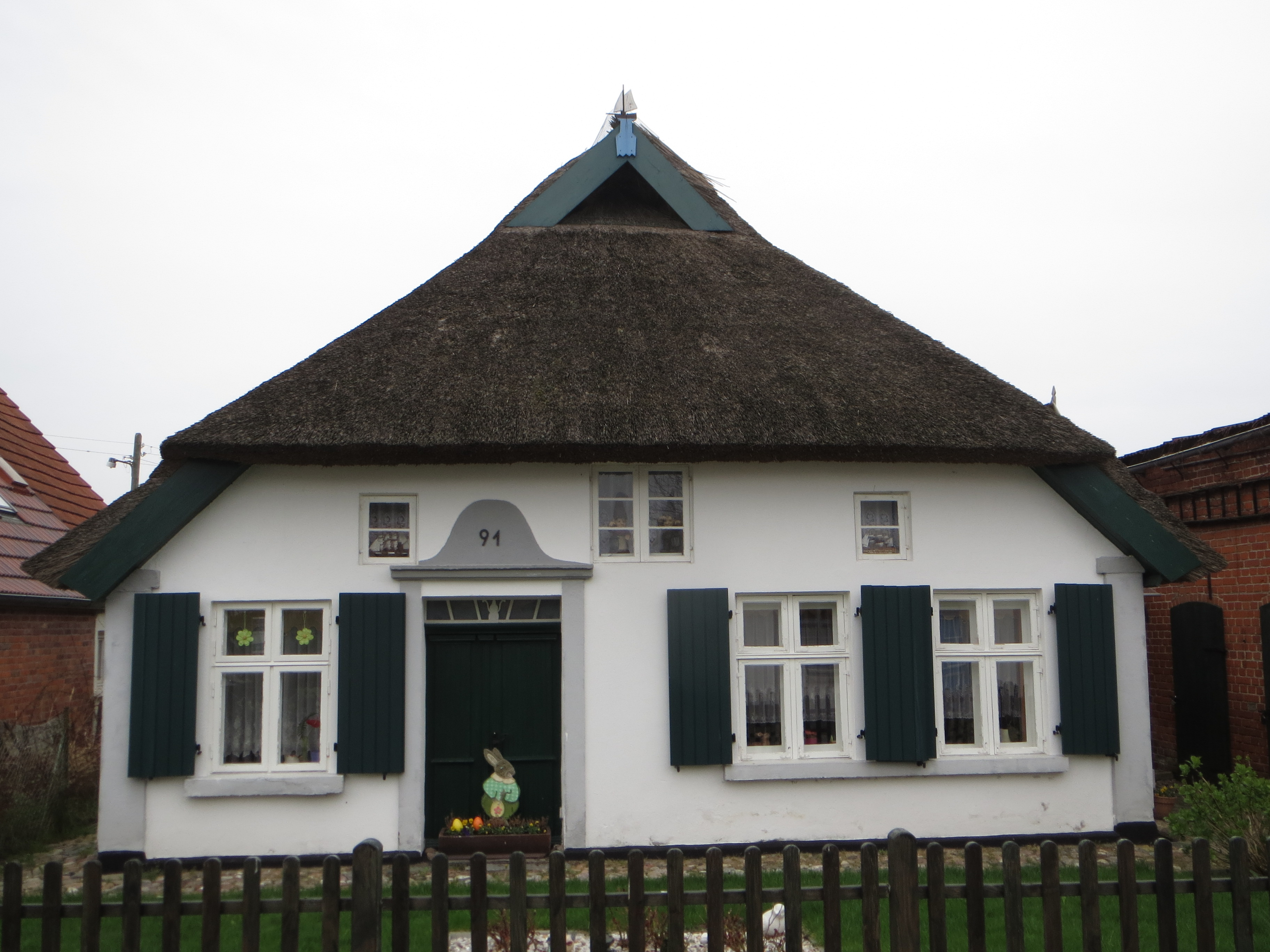
Regionaltypisches Reetdachhaus

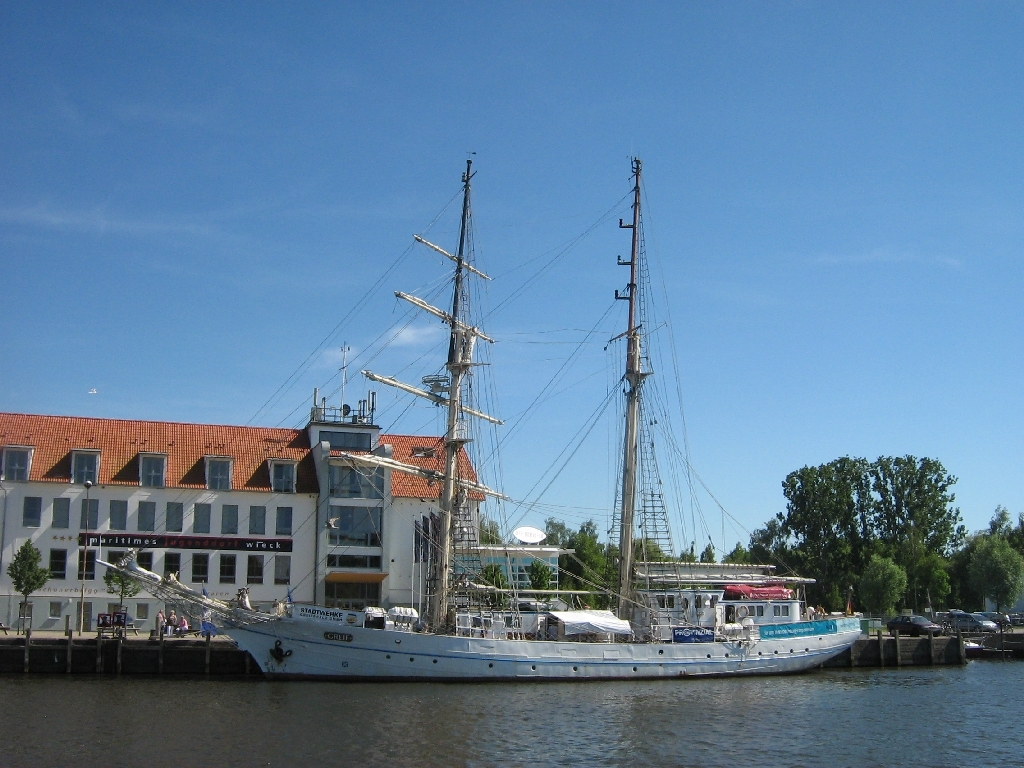
Das Segelschulschiff Greif liegt von Wieck aus gut sichtbar auf der Eldenaer Ryckseite

1248 wurde Wieck als „Vicus“ und „Wico“ erstmals urkundlich genannt. Dabei wurde „Wico ante claustrum“ erstmals als Besitz des Klosters Eldena erwähnt und ist damit eines der ältesten Fischerdörfer in Norddeutschland.
1299 wurden zwei Namen miteinander verbunden, als urkundlich „Denschewic et Wendeschewic“ erwähnt wurden. Die Bezeichnung als „slavica villa“ oder Wendische Wieck, zur Unterscheidung von der „Denschen Wieck“ war bis mindestens 1336 gebräuchlich, das deutet darauf hin, dass der Ort älter als das Kloster ist. Danach ist der Ort zu „Wyke“ (1541 genannt) verschmolzen.
Der Name Wieck leitet sich aus dem dänischen „vik“ ab; in der altnordischen Sprache weist das Wort auf eine Bucht oder Flusseinbuchtung hin. Eine zweite Variante leitet den Namen von der pomeranischen Suburbiums-Bezeichnung „Vik“ (= Stadt oder Markt) ab.
1297 erwarb die Stadt Greifswald vom Kloster einen Streifen Land am Nordufer der damaligen Mündung des Rycks. Möglicherweise bereits zu dieser Zeit oder etwas später erfolgte die Verlegung der Ryckmündung nach Norden. Der Bodenaushub wurde auf dem verbliebenen Landstück zwischen alter und neuer Flussmündung, dem sogenannten „Remel“ gelagert. Der Besitz des „Remels“ und die Ausübung der Fischerei gerechtsame wurden zum langwierigen Streitfall mit den Zisterziensermönchen im benachbarten südlich des Flusses Ryck gelegenen Kloster Eldena. Auch nach der Säkularisation des Klosters wurde der Streit mit dem herzoglichen Amt Eldena fortgesetzt, bis es 1611 zu einer Einigung kam und ein Grenzgraben gezogen wurde.
Der Wiecker Hafen diente schon in früheren Zeiten sowohl als Fischereihafen als auch als Vorhafen für die damalige Frachtschifffahrt nach Greifswald. An der Spitze des Nordufers befand sich um 1600 ein Leuchtfeuer („Blüse“). Ein städtischer Vogt beaufsichtigte den Hafen und nahm die Gebühren ein. Mittels des „Baums“, eines quer zur Fahrrinne im Wasser schwimmenden Balkens, konnte die Einfahrt gesperrt werden. In der Schwedenzeit wurde 1665 an der Nordseite der Ryckmündung eine Schanze errichtet.
Der städtische Anteil Wiecks konnte sich wegen seiner engen Grenzen nicht ausbreiten, während die Bevölkerung im ehemals klösterlichen, seit 1634 der Universität Greifswald gehörenden Teil von 245 Einwohnern im Jahr 1767 bis auf 898 Einwohner im Jahr 1852 anstieg. Mit dem Anwachsen der Segelschifffahrt wurde Wieck im 19. Jahrhundert zu einem Fischer- und Seefahrerdorf. Der Hafen gehörte auch zu den wichtigsten Schutzhäfen der Küstenfischerei. Bis 1897, als die Ausflugsgaststätte „Utkiek“ erbaut wurde, befand sich am Nordufer der Ryckmündung ein Netztrockenplatz der Wiecker Fischer.
1827 verlegte die preußische Postverwaltung wegen der Versandung des Stralsunder Hafens den südlichen Punkt der Seepostlinie von Pommern zum schwedischen Ystad in den Wiecker Hafen. Zwischen Greifswald und Wieck verkehrte zu diesem Zweck eine von einem Pferd getreidelte Treckschute. Diese Verkehrsverbindung ermöglichte daneben die Entwicklung Wiecks zu einem Naherholungsziel. Seit 1834 ist hier Badebetrieb nachweisbar. Die Treckschute blieb auch nach der Rückverlegung der Seepost nach Stralsund 1841 erhalten und wurde später durch Dampfboote abgelöst.
Am 13. November 1872 führte ein Sturmhochwasser mit 2,64 m ü. NN zum höchsten Hochwasserstand seit dem Aufzeichnungsbeginn.
Ab 1857 wurde der Wiecker Hafen ständig ausgebaut. Von 1858 bis 1862 wurde die Nordmole gebaut und der Hafen mit dem Ausbau der Südmole und der Bollwerke auf 60 Meter verbreitert. Hinzu kam die 1883 erfolgte Fertigstellung der im Stil des Historismus errichteten Wiecker Dorfkirche bzw. Bugenhagenkirche. Auf ihrem Friedhof befindet sich ein beachtenswerter Grabstein, der an drei Wiecker Fischer erinnert, die den Seemannstod fanden. Auf dem schlichten Stein aus schwarzem Marmor findet sich folgende Inschrift: „Bernhard Beuge, * 1.4. 1889; Ernst Riesebeck, * 20.4. 1903; Otto Riesebeck, * 9.4. 1910. Sie fanden den Tod in den Wellen am 29.3. 1934.“ Außerdem wurde in den Jahren nach der deutschen Wiedervereinigung (1990) auf dem Friedhof, nahe dem Kirchengebäude, eine steinerne „Friedensstele“ mit Sockel positioniert und eingeweiht. Auf zwei Seiten des Gedenksteins finden sich folgende Inschriften: Den Opfern der Kriege und der Gewalt – Den Lebenden zur Mahnung (linke Seite), Suche Frieden und jage ihm nach, Ps. 34,15 (rechte Seite).
Der Bau der am 25. Juli 1887 eingeweihten hölzernen Holzklappbrücke nach holländischem Vorbild durch die Zimmerleute der Greifswalder Werft Spruth bildete den Abschluss. Die Wiecker Klappbrücke ist seitdem das weithin sichtbare Wahrzeichen des Ortes und dient Fotografen und Malern immer wieder als Motiv. Vor dem Bau der Brücke musste der Weg über den Ryck mittels einer Fähre bewältigt werden. An diese erinnert heute noch der Name einer nahegelegenen Gaststätte.
Der Ausbau des anfänglich studentischen Sportflugplatzes im benachbarten Dorf Ladebow zu einem militärischen Fliegerhorst in den Jahren 1934 bis 1939 führte dazu, dass der Turm der Wiecker Kirche deutlich gekürzt wurde, weil er sonst den Flugbetrieb behindert hätte.
Am 1. April 1939 wurde Wieck gleichzeitig mit Eldena und Ladebow nach Greifswald eingemeindet. Am 13. Mai 1944 tötete die einzige im Zweiten Weltkrieg auf den Ort fallende Fliegerbombe im Ortskern 19 Menschen, und 20 wurden schwer verletzt. Vor dem Haus Dorfstraße 98 erinnert eine Gedenktafel hieran. An die Trauerfeier am 16. April 1944 erinnert eine Gedenktafel vor dem ehem. Gebäude der Zollaufsicht am Hafen.
Wieck ist seit 1954 Heimathafen des Segelschulschiffes Greif (ex Wilhelm Pieck). Als Namensgeber diente der damalige Präsident der DDR, Wilhelm Pieck, der auch an der Jungfernfahrt teilnahm; getauft wurde es von Waltraud Zappe. 1954 erfolgte die Übernahme von der FDJ durch die Gesellschaft für Sport und Technik. Später entstand in Wieck die GST-Marineschule „August Lütgens“. Die Wilhelm Pieck war das einzige Hochseesegelschiff der DDR und führte meist Reisen in der Ostsee zu Häfen in der Volksrepublik Polen und der UdSSR durch. Nach der politischen Wende wurde das Schiff 1990 von der Stadt Greifswald übernommen und 1991 in Greif umbenannt. Der Betrieb des Segelschiffes wird vom Förderverein Rahsegler Greif e. V. unterstützt. Die Greifswalder „Greif“ ist regelmäßig bei der seit 1991 jährlich im August in Warnemünde stattfindenden Hanse Sail vertreten, wobei sie immer mit vorderste Plätze belegte. Außerdem verkörpert die „Greif“ das Flaggschiff bei der Gaffelrigg, die im Rahmen des bereits zu DDR-Zeiten jährlich im Juli stattfindenden „Greifswald-Wiecker-Fischerfestes“ als größte maritime Veranstaltung Vorpommerns gilt.
Für die Pflege, Erhaltung und Gestaltung des Ortsteils hat sich im Jahr 2017 der Verein „Heimatverein Wieck e. V.“ gegründet.

## Sperrwerksbau und Hochwasserschutz

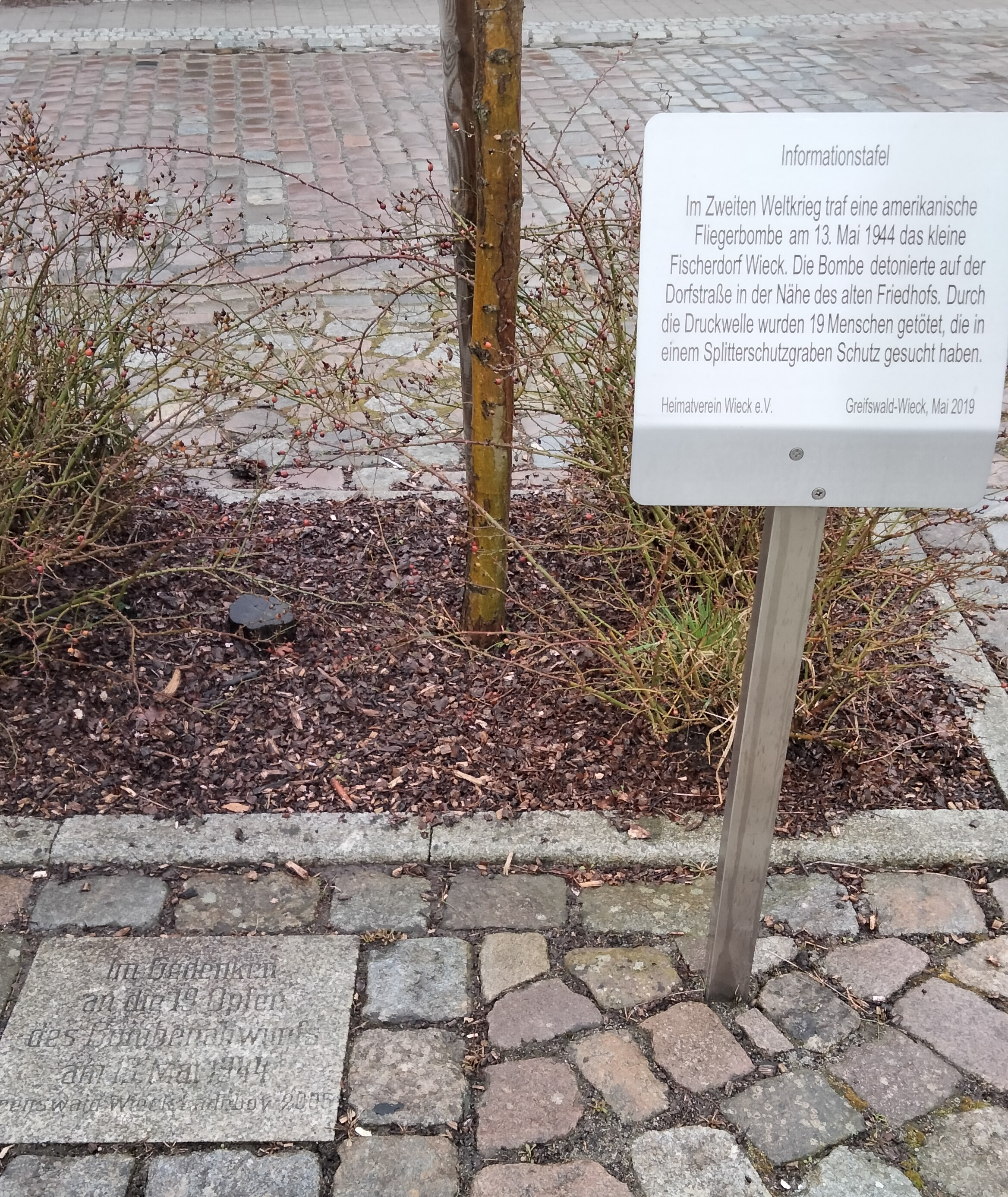
Gedenktafel für die Opfer des 14. Mai 1944

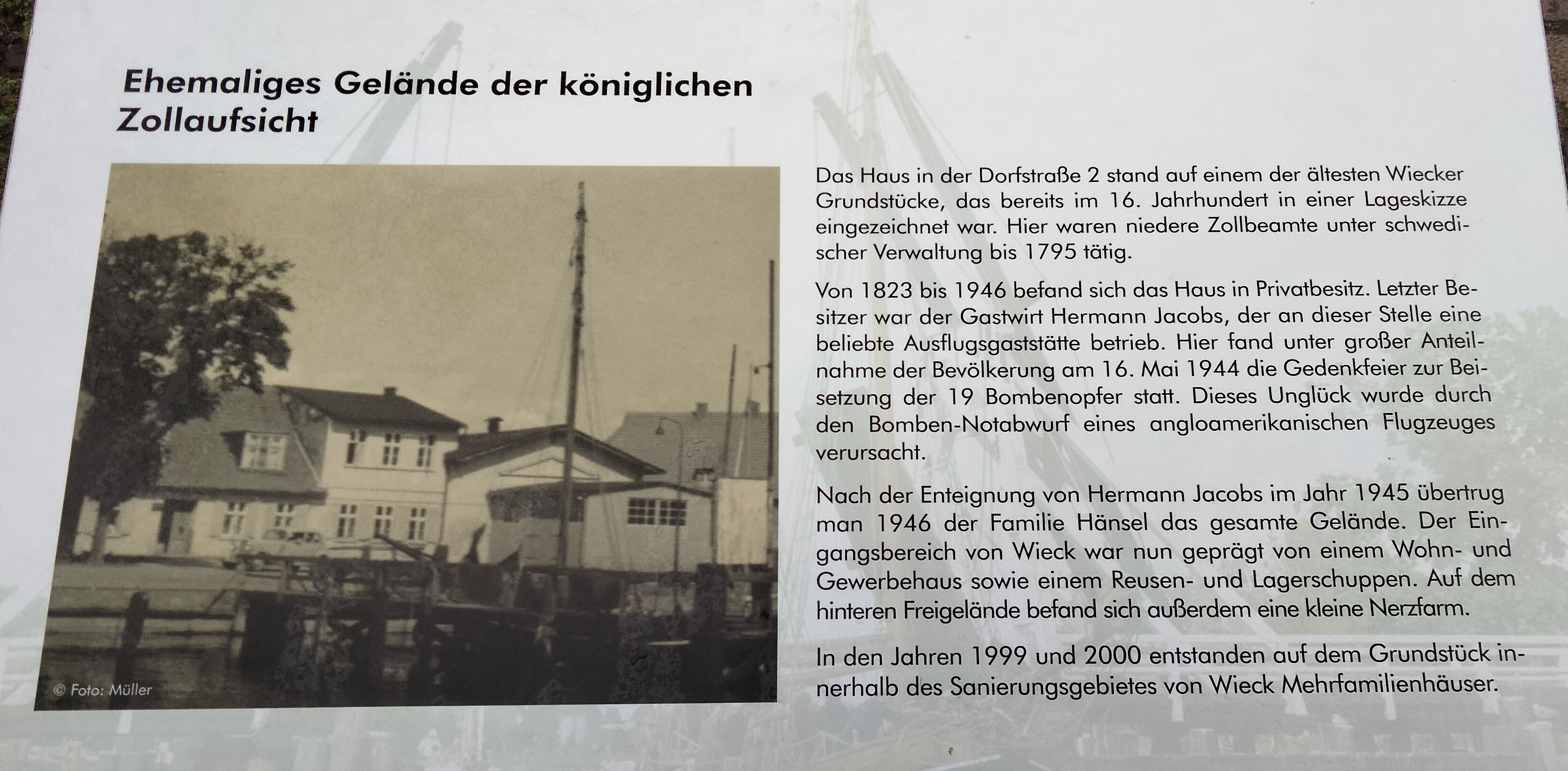
Gedenktafel vor der ehem. Zollaufsicht

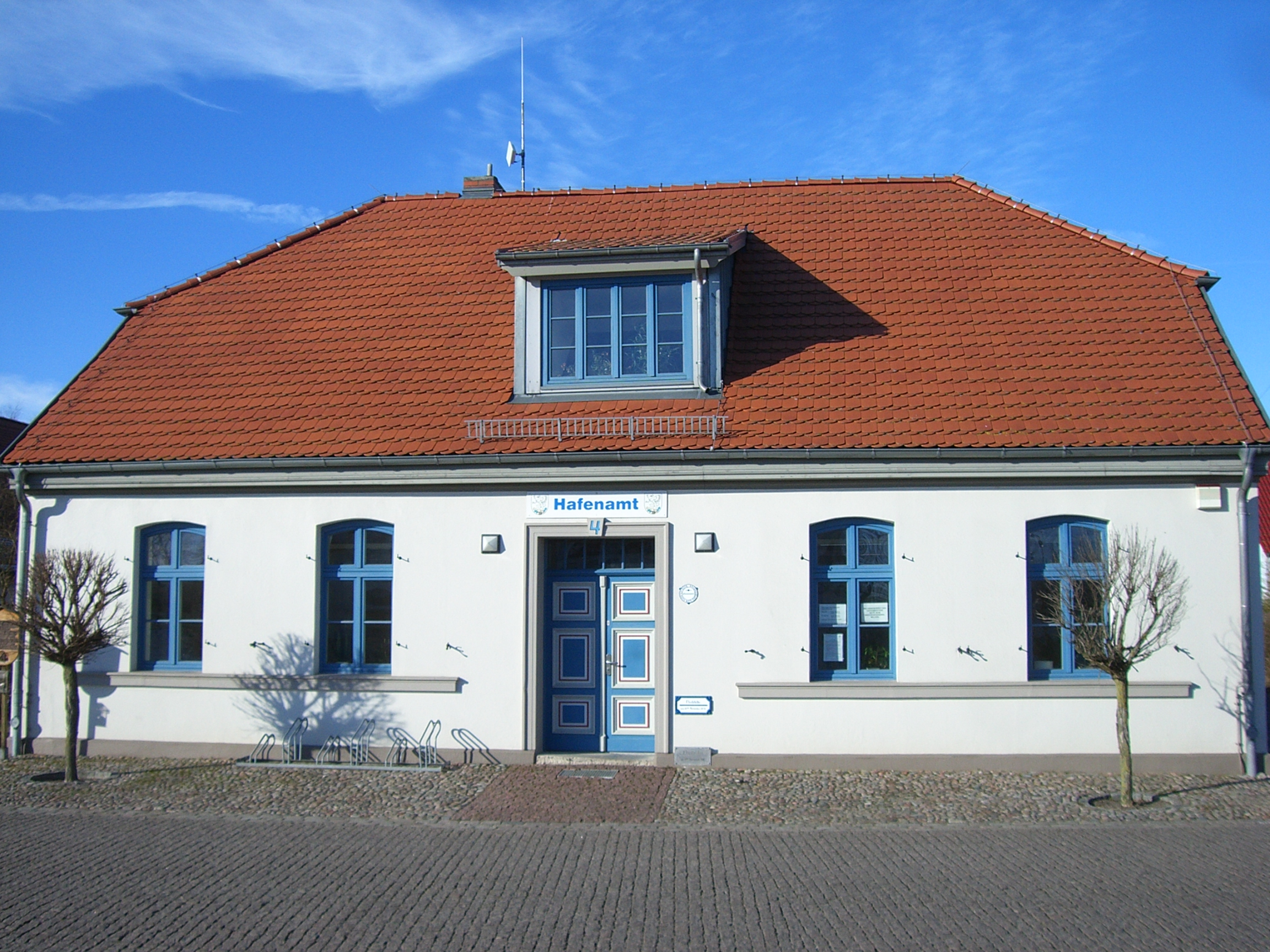
Am Gebäude des Hafenamts ist die Höhe der Sturmflut von 1872 markiert (rechts der Tür)

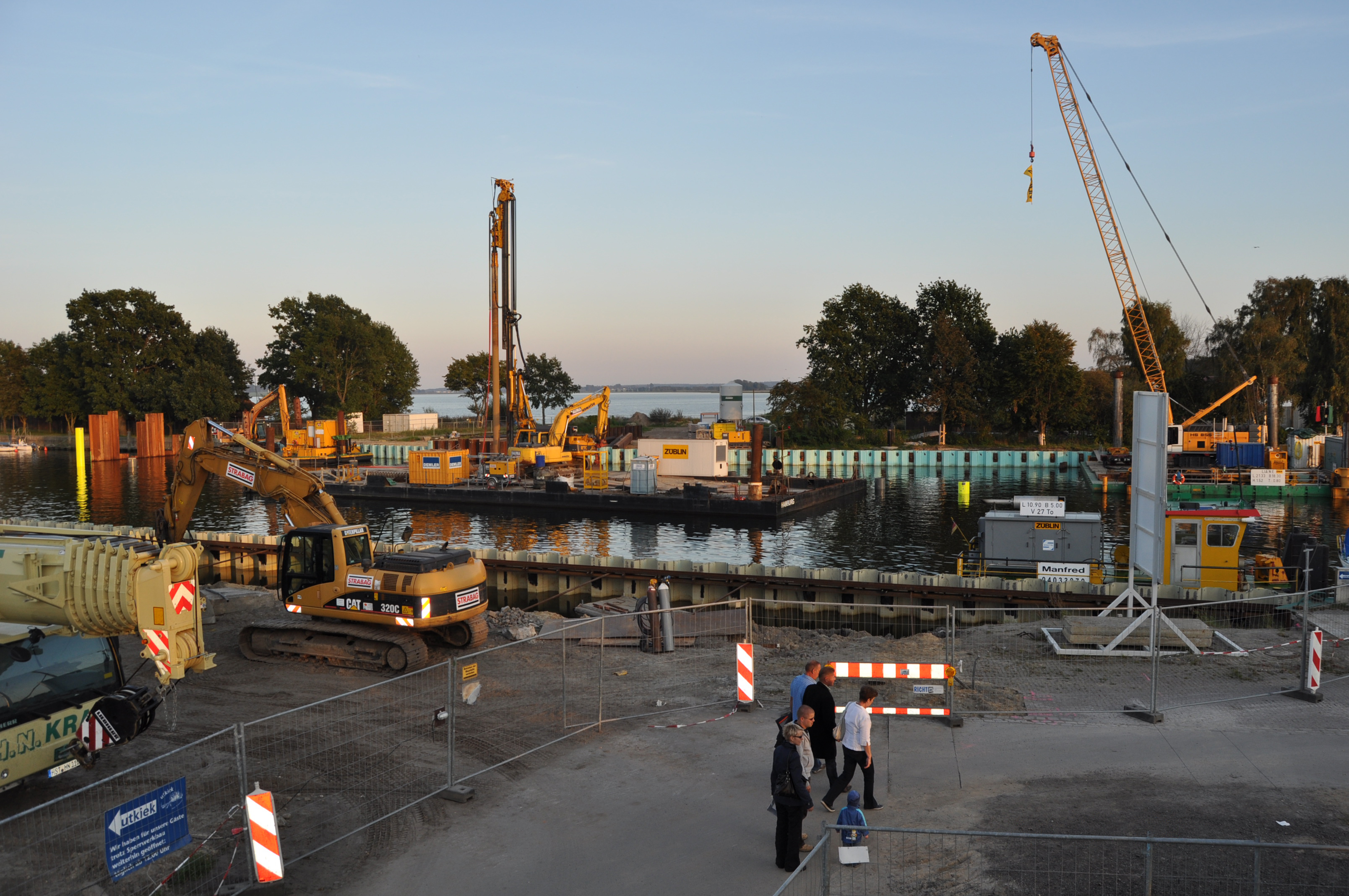
Sperrwerk Wieck in Bau

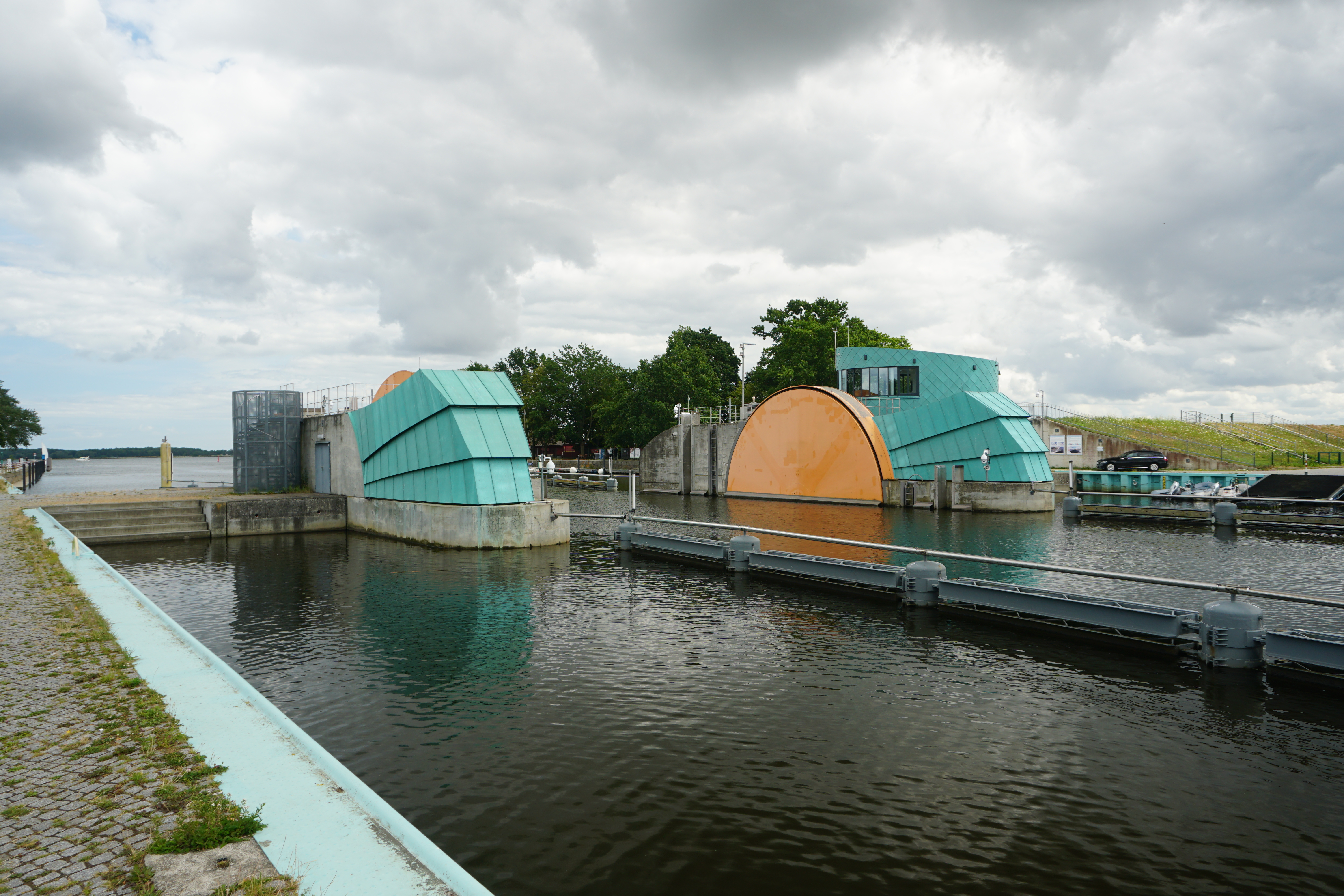
Sperrwerk im Juli 2025, Blick in Richtung der dänischen Wiek

Sturmhochwasserstände an der südlichen Ostseeküste werden in erster Linie durch Starkwinde (Sturm, Orkan) aus den nördlichen Richtungen erzeugt, wobei auf Grund der Form des Ostseebeckens und der Lage der vorpommerschen Küste die NO-Richtung mit etwa 750 km Windwirklänge die größte Gefahr für Greifswald-Wieck in sich birgt.
1872 wurde Wieck so schwer von einem Sturmhochwasser getroffen, dass fast das gesamte Dorf zerstört wurde, das Wasser reichte damals bis zu den Salzwiesen nahe der 5 km entfernten Stadt Greifswald und hatte eine Höhe von 2,64 m ü. NN. Schwere Sturmhochwasser treten in Greifswald statistisch gesehen alle 100 Jahre auf.
| Datum             | Hochwasserstand |
| ----------------- | --------------- |
| 13. November 1872 | 2,64 m ü. NN    |
| 19. April 1903    | 1,29 m ü. NN    |
| 31. Dezember 1904 | 2,39 m ü. NN    |
| 30. Dezember 1913 | 2,10 m ü. NN    |
| 2. März 1949      | 1,80 m ü. NN    |
| 4. Januar 1954    | 1,82 m ü. NN    |
| 14. Dezember 1957 | 1,52 m ü. NN    |
| 14. Januar 1960   | 1,13 m ü. NN    |
| 12. November 1968 | 1,54 m ü. NN    |
| 12. Januar 1987   | 1,41 m ü. NN    |
| 31. August 1995   | 1,22 m ü. NN    |
| 4. November 1995  | 1,94 m ü. NN    |
| 12. April 1997    | 1,21 m ü. NN    |
| 20. Januar 1998   | 1,04 m ü. NN    |
| Februar 2002      | 1,10 m ü. NN    |
| Januar 2007       | 1,32 m ü. NN    |
| März 2007         | 1,15 m ü. NN    |
| 22. März 2008     | 1,33 m ü. NN    |
| 15. Oktober 2009  | 1,31 m ü. NHN   |

Nach langer Planung durch das Umweltamt des Landes Mecklenburg-Vorpommern hat im Jahr 2011 in Wieck der Bau eines ca. 7 m hohen Hochwasser-Sperrwerkes begonnen. Die Bauarbeiten waren ab September 2008 mit der Errichtung eines 923 m langen Deiches südlich der Ryck-Mündung vorbereitet worden.
Das am 27. April 2016 eingeweihte Sperrwerk soll bei Hochwassergefahr in Höhe des in den 1960er Jahren 250 m vor der Mündung errichteten Deiches den Ryck abriegeln und in Verbindung mit der Verstärkung und dem Bau weiterer Deiche Bestandteil eines umfassenden Sturmflutschutzsystems für Greifswald sein. Das Bauprojekt, eines der größten des Generalplans Küsten- und Hochwasserschutz des Landes Mecklenburg-Vorpommern, hat knapp 28 Mio. Euro gekostet. Durch den Bau des Sperrwerks soll der Hochwasserschutz von den Ufern des Rycks direkt an die Boddenküste verlagert und insbesondere der Ortsteil Wieck besser geschützt werden.
Das Sperrwerk in der Ryck-Mündung nutzt ein Drehelement, das für einen Bemessungshochwasserstand von 3,00 m ü. NHN ausgelegt ist und bei einem zu erwartenden Hochwasserstand von 1,10 m ü. NHN den Hafen verschließt. Dies wird durchschnittlich einmal pro Jahr nötig sein. Bis zu diesem Hochwasserstand sind noch keine größeren Schäden zu erwarten und die brackwassergewohnten Biotope in der Ryckniederung bleiben durch diese Überflutungsmöglichkeiten erhalten.
Mit dem Bau des Sperrwerkes wurde der Zugang zum Hafen von 60 auf 21 Meter verengt. Durch die Verengung der Hafeneinfahrt auf einer Länge von ca. 50 m (Seitenlänge des Sperrwerkes von 18 m und ein- und ausgehende Dalbenreihen von 2 × 20 m) wird die Einfahrt von Segelbooten unter Segeln erschwert, weil diese bei Gegenverkehr keinen ausreichenden Raum zum Manövrieren im Sperrwerksbereich mehr haben. Das Sperrwerk war unter touristischen Gesichtspunkten umstritten. Kritiker meinten, dass es den malerischen Ausblick auf den Wiecker Hafen beeinträchtigen würde.

## Wieck im Film, in Kunst und Literatur

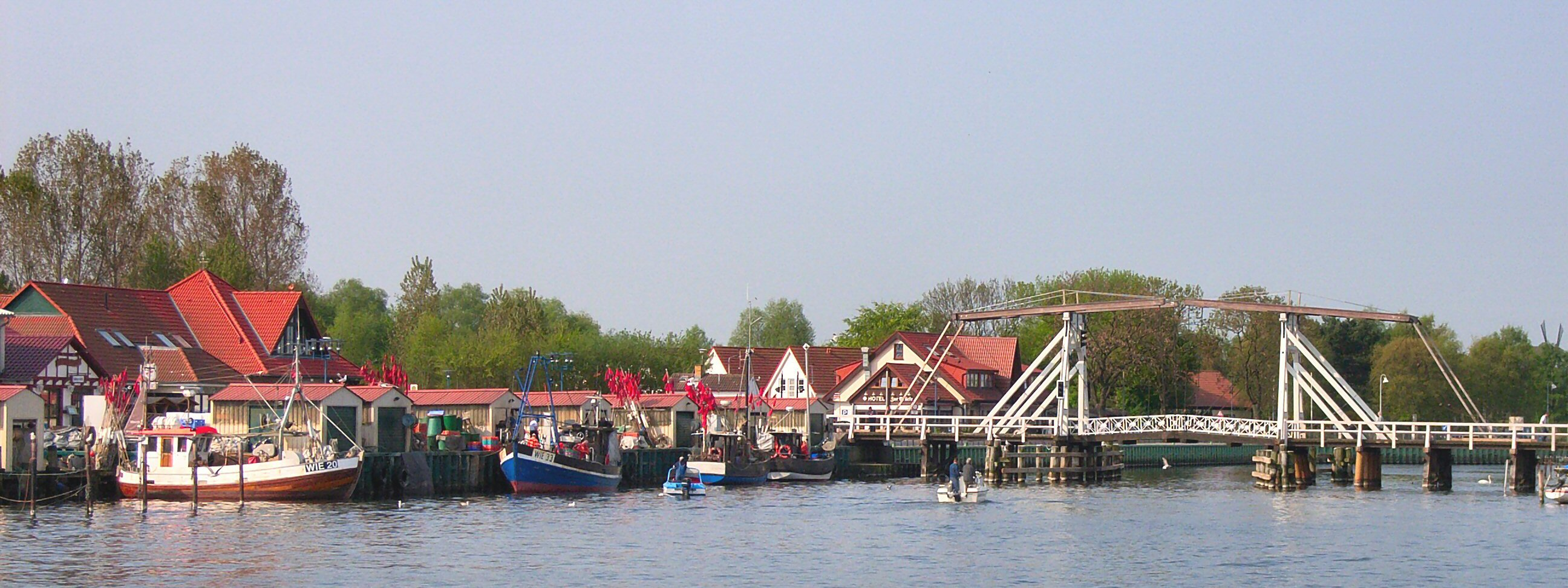
Der kleine Fischereihafen und die Wiecker Brücke über den Fluss Ryck

Wieck war im DEFA-Zeitalter und ist auch heute noch ein beliebter Drehort für mehrere Spielfilme und Dokumentationen. So wurden für den DEFA-Musikfilm Heißer Sommer von 1968 und auch für den Spielfilm Das Lächeln der Tiefseefische von 2005 (arte/WDR) hier einzelne Szenen gedreht.
In Wieck lebt, wohnt und wirkt seit Jahrzehnten der weit über Greifswald hinaus bekannte Bildhauer Heinrich Zenichowski der u. a. für die Wiecker Promenade am Nordufer des Rycks zahlreiche Skulpturen aus Holz maritimen und volkskundlichen Inhalts schuf, die sich von der Wiecker Zugbrücke bis zur Nordmole hinziehen.
In Greifswald-Wieck wurde auch der Schriftsteller Herbert Nachbar (1930–1980) geboren, der später insbesondere mit seinem Roman Der Mond hat einen Hof (Berlin 1956) dem Fischerdorf ein literarisches Denkmal setzte.

## Caspar David Friedrich

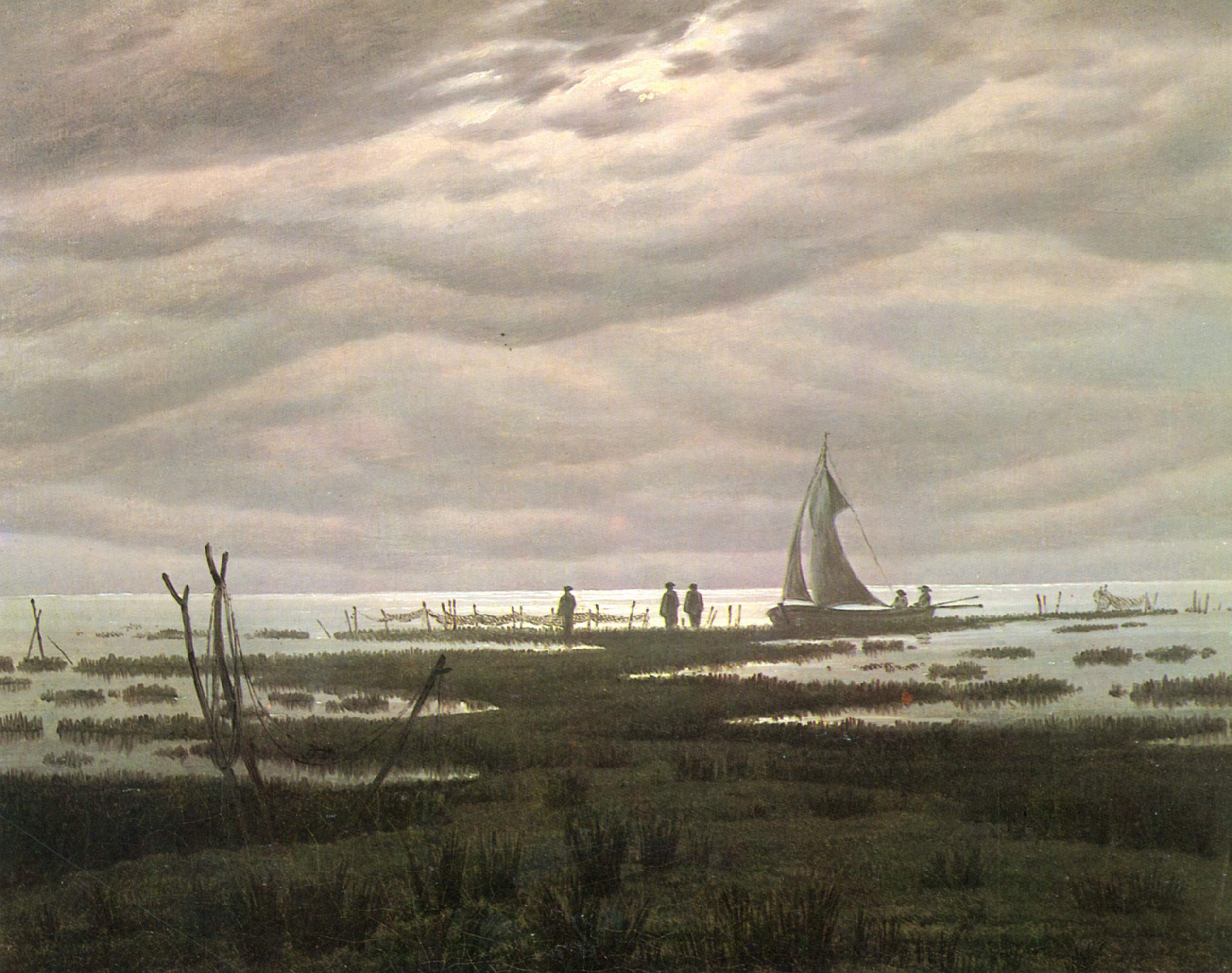
Flachlandschaft am Greifswalder Bodden, Caspar David Friedrich, um 1830–1834

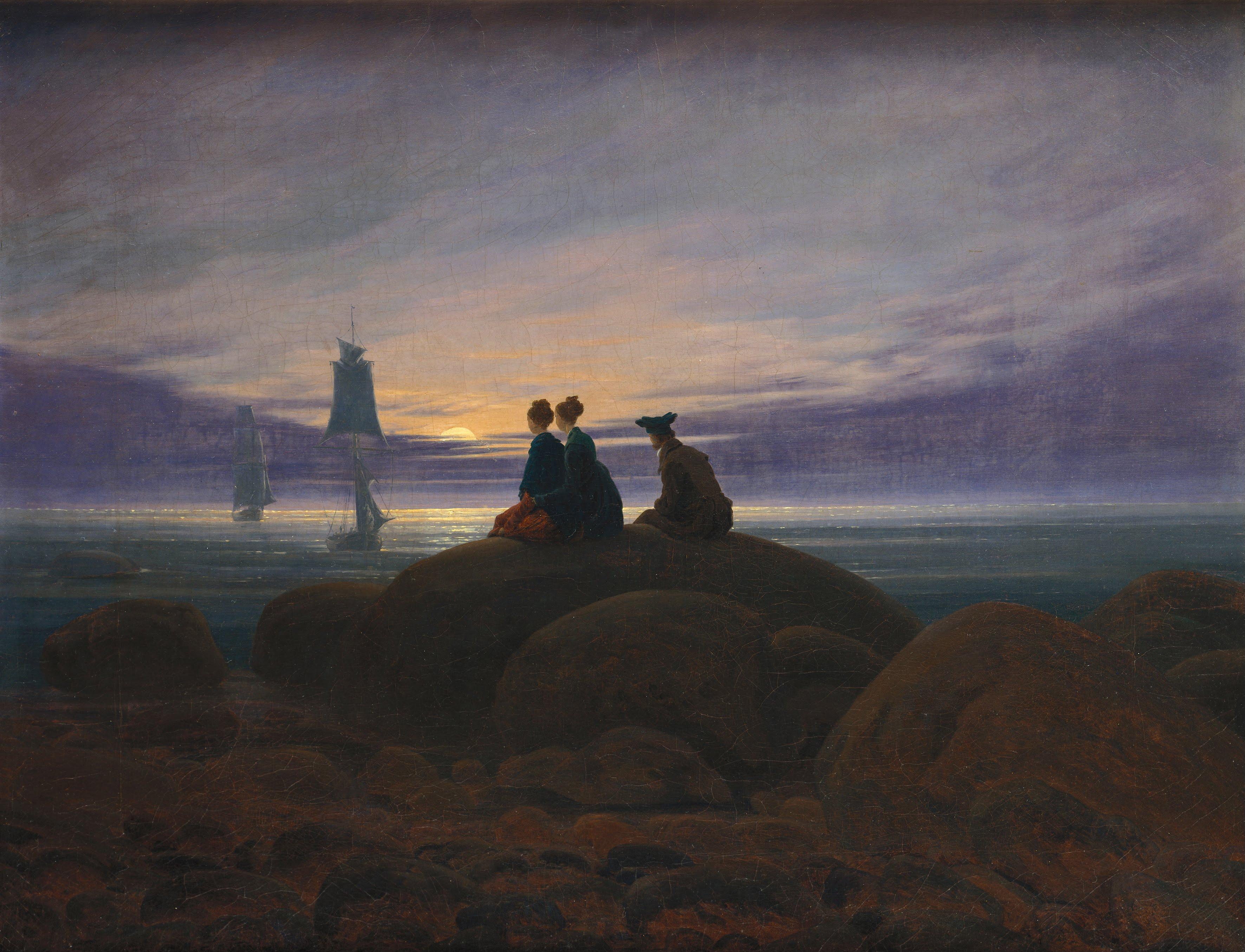
Mondaufgang über dem Meer, Caspar David Friedrich, Öl auf Leinwand, 1822

Caspar David Friedrich, einer der bedeutendsten Maler der deutschen Romantik und Sohn Greifswalds, suchte und fand in der Umgebung seiner Heimatstadt die Motive für einige seiner Werke, unter anderem auch in Wieck.